# البرت کراست
البرت کراست (انگلیسی: Albert Crusat؛ زادهٔ ۱۳ مهٔ ۱۹۸۲) بازیکن فوتبال اهل اسپانیا است.
از باشگاه‌هایی که در آن بازی کرده‌است می‌توان به باشگاه فوتبال اسپانیول، باشگاه فوتبال رایو وایکانو، باشگاه فوتبال آلمریا، باشگاه فوتبال ویگان اتلتیک، و باشگاه فوتبال بنی سخنین اشاره کرد.
وی همچنین در تیم‌های ملی فوتبال زیر ۱۶ سال اسپانیا، زیر ۱۷ سال اسپانیا، و زیر ۱۸ سال اسپانیا بازی کرده‌است.